# Hanahara Cutomu
Hanahara Cutomu (花原 勉; Hepburn: Hanahara Tsutomu; 1940. január 3. – 2024. február 5.) világbajnoki bronzérmes, valamint olimpiai bajnok japán birkózó. Az 1964. évi nyári olimpiai játékokon lepkesúlyban aranyérmet szerzett. Az 1958-as birkózó-világbajnokságon hatodik lett, az 1967-es világbajnokságon pedig bronzérmes.